# Agrotis robustior
Agrotis robustior är en fjärilsart som beskrevs av Smith 1899. Agrotis robustior ingår i släktet Agrotis och familjen nattflyn. Inga underarter finns listade i Catalogue of Life.